# BlueSpice MediaWiki
BlueSpice MediaWiki (kurz BlueSpice) ist eine freie Wiki-Software auf Basis von MediaWiki und lizenziert unter der GNU General Public License. Sie wurde speziell für Unternehmen als Enterprise-Wiki-Distribution für MediaWiki entwickelt.

## Geschichte
Das deutsche Unternehmen Hallo Welt! arbeitet seit 2007 an der Entwicklung eines Open-Source-Wikis auf der Basis von MediaWiki. Die Ursprünge der späteren Software BlueSpice gehen auf eine Initiative von Gunter Dueck zurück, der 2007 unter dem Namen „bluepedia“ ein internes Unternehmenswiki für die IBM Deutschland initiierte. Das Vorbild für das bluepedia-Projekt war Wikipedia und entsprechend basierte die Plattform auf MediaWiki. Im täglichen Betrieb ergaben sich jedoch zusätzliche Anforderungen an die eingesetzte Software. Dies führte zur Gründung eines Unternehmens, das künftig die fehlenden Funktionen entwickeln und bereitstellen sollte.
2011 entschloss sich Hallo Welt!, ihre bis dahin entwickelte Wikilösung als Open-Source-Software zu veröffentlichen. Die erste stabile Version von BlueSpice for MediaWiki erschien am 4. Juli 2011. Seit diesem Zeitpunkt ist sie als kostenloser Download bei SourceForge verfügbar. Ein wesentliches Merkmal der Software war die Bereitstellung eines WYSIWYG-Editors, der damals auf dem TinyMCE-Editor beruhte.
Im Herbst 2013 veröffentlichte Hallo Welt! die komplett überarbeitete Version BlueSpice 2. Den BlueSpice-Entwicklern zufolge zielt diese Version darauf ab, BlueSpice für freischaffende Entwickler in der weltweiten MediaWiki Community zu eröffnen, und legt damit auch den Grundstein für viele neue Sprachversionen. 2014 wurde BlueSpice for MediaWiki zu einem Projekt von Translatewiki.net, über das die Software in über 90 Sprachen lokalisiert.
Im Januar 2015 gaben die Entwickler bekannt, dass sie zu einem Subskriptionsmodell wechseln werden.
Seither erlebte die Software mehrere Major-Releases und wird heute in Fachmedien als Open-Source-Alternative zu proprietären Lösungen wie Confluence von Atlassian diskutiert.

## Funktionsumfang und Technologie

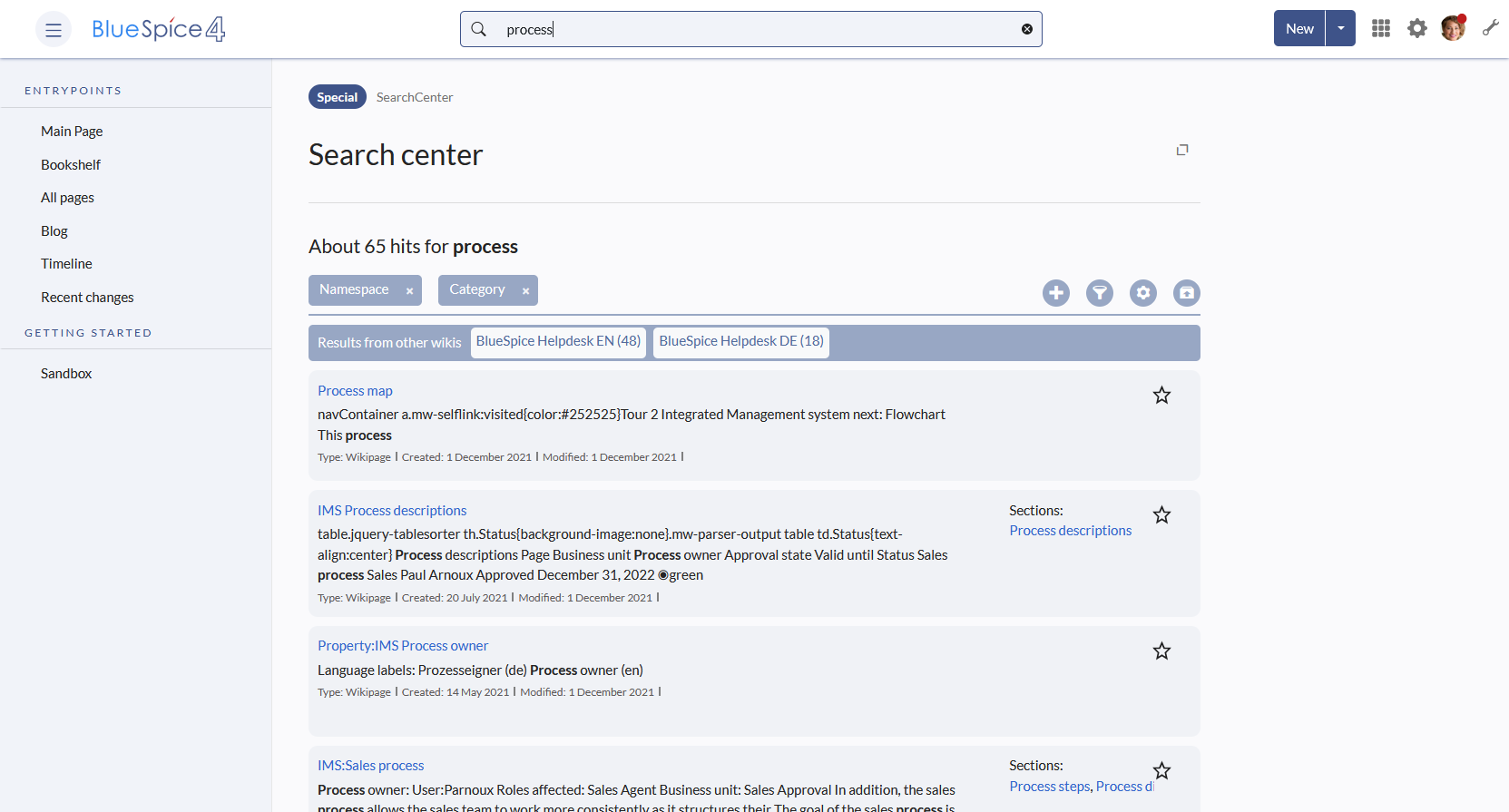
Suchmaschine (Elasticsearch)

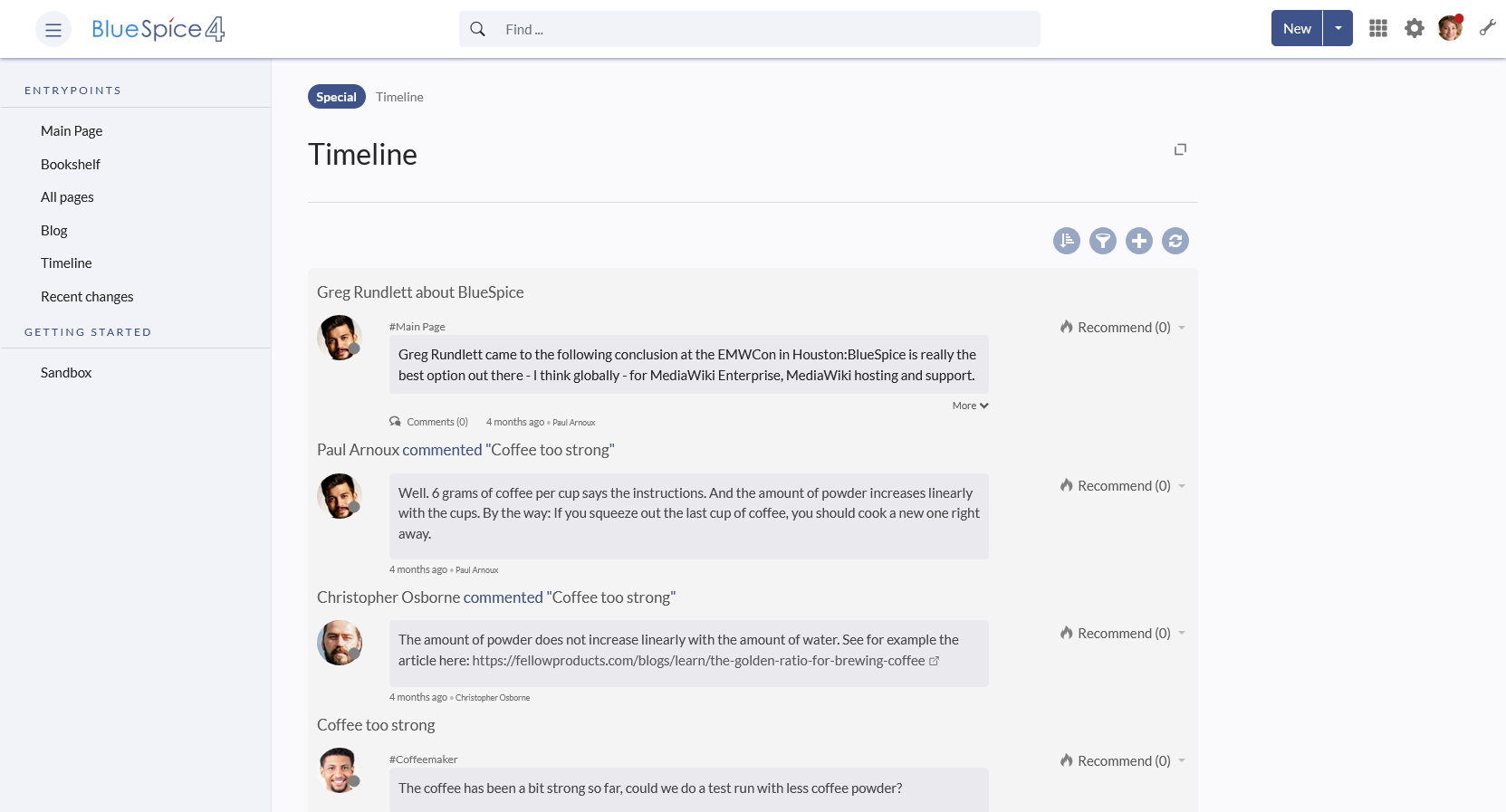
Timelinefunktion zur Nachverfolgung von Diskussionen und Beiträgen (Pro-Version)

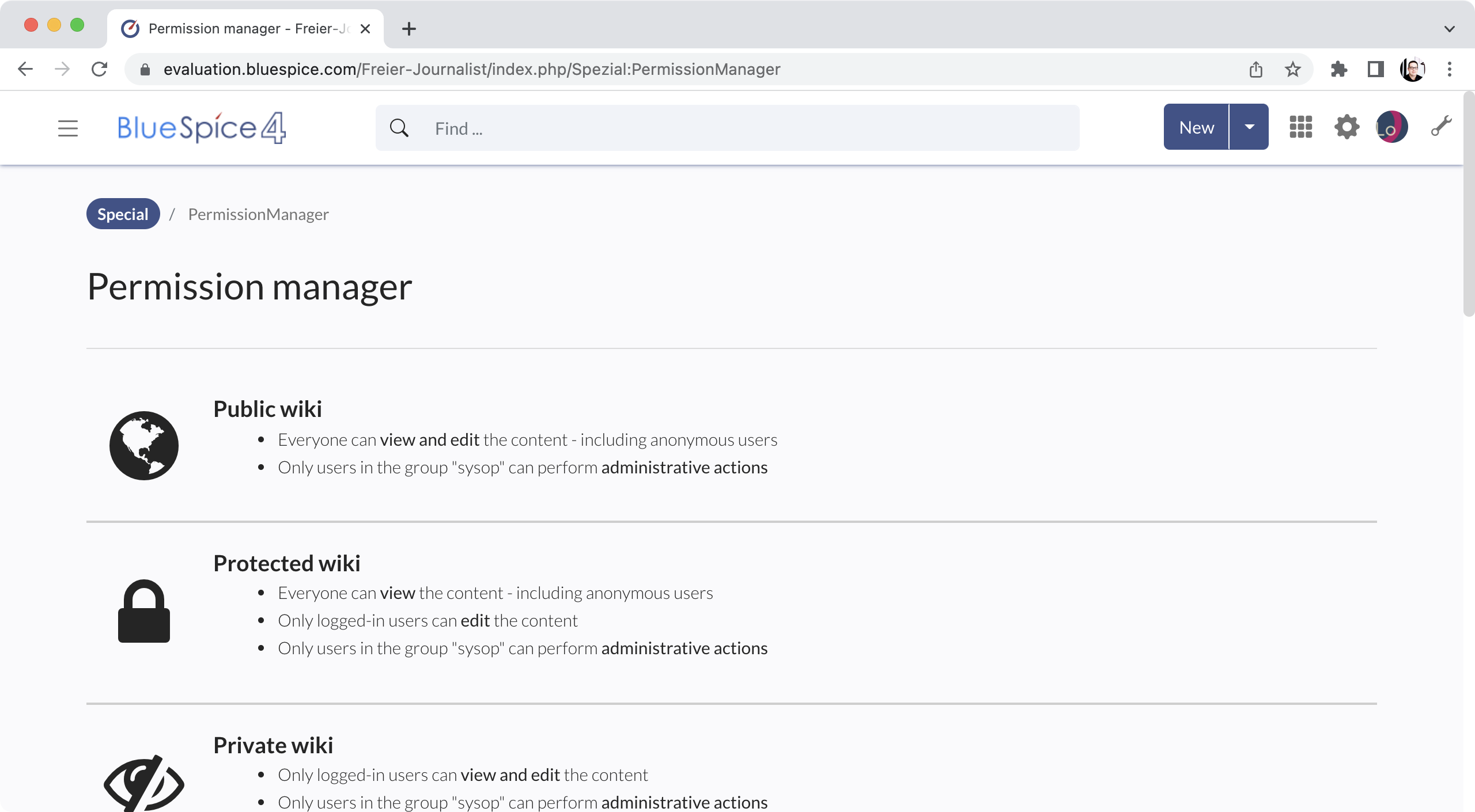
Grafische Oberfläche zur Verwaltung von Rechten

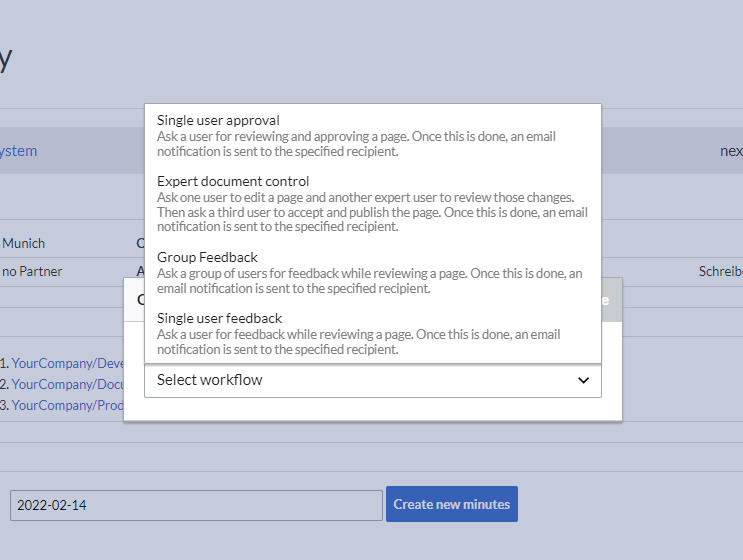
Workflowfunktion zur Qualitätssicherung von Artikeln (Pro-Version)

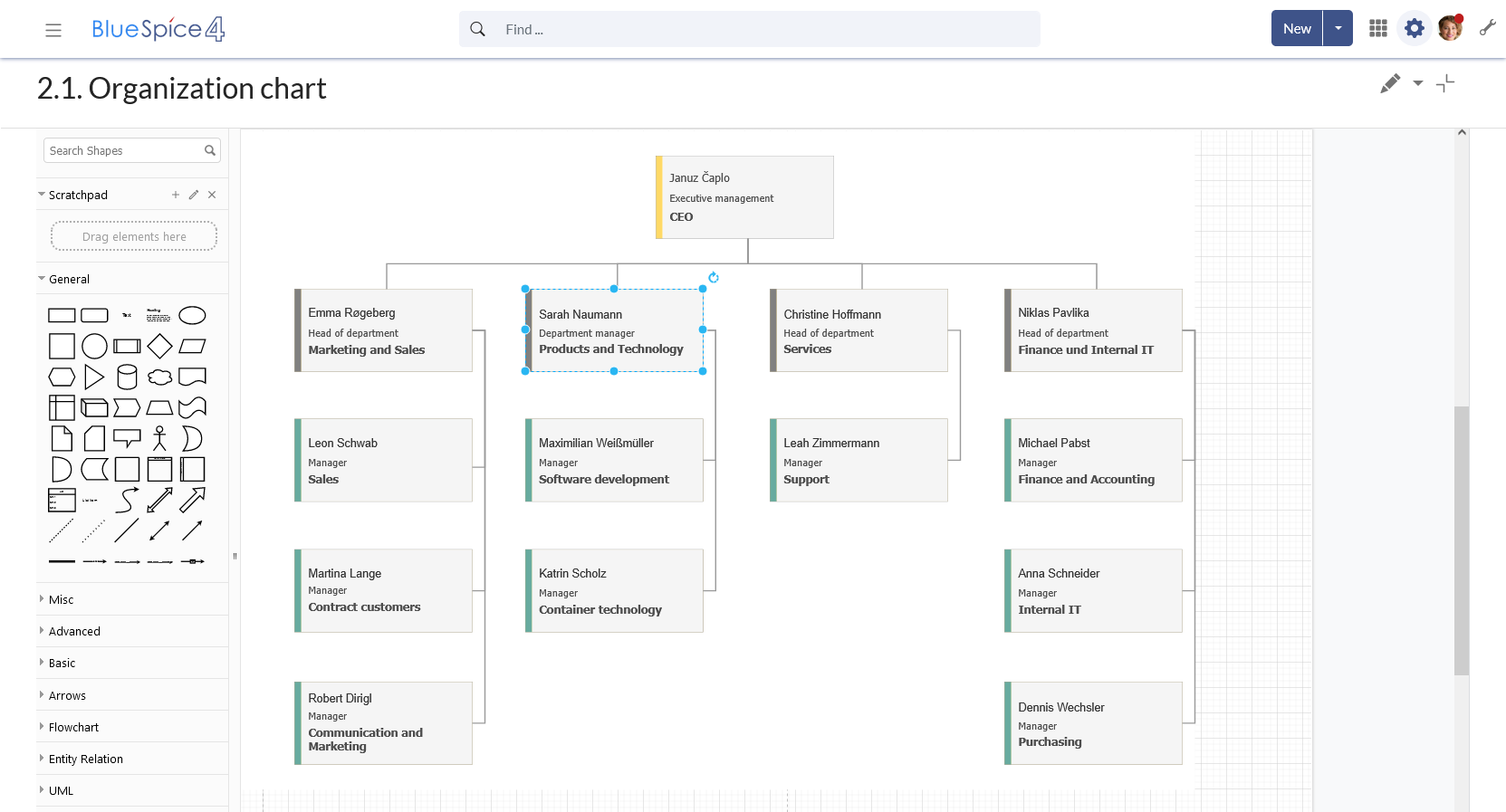
Darstellung von Diagrammen mit DrawioEditor (Pro-Version)

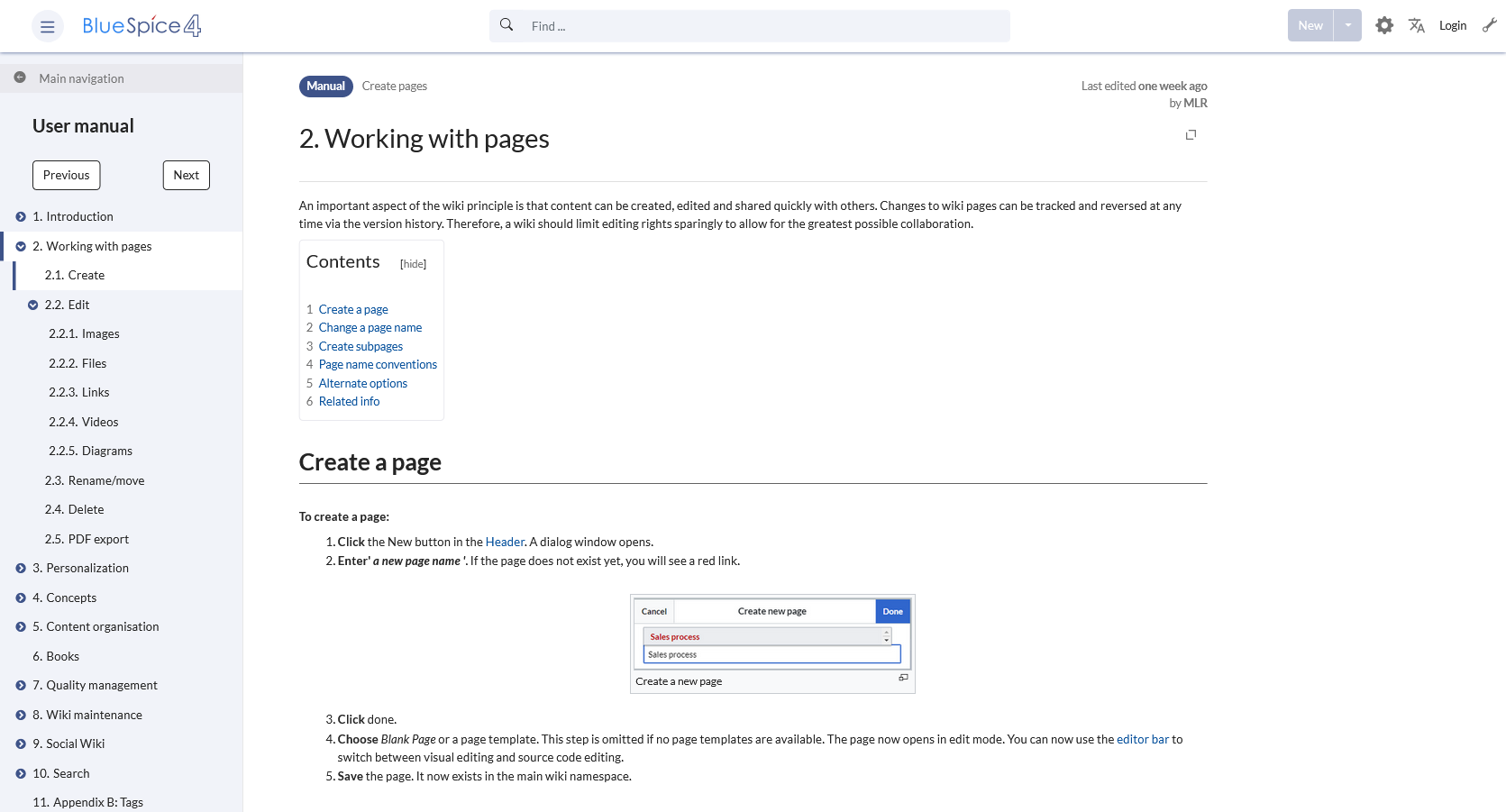
Buchfunktion (Pro-Version)

BlueSpice ist in PHP geschrieben und verwendet MySQL, Apache/IIS, Tomcat. BlueSpice wird in einer kostenlosen und in zwei kostenpflichtigen Editionen veröffentlicht. Die kostenfreie Edition erweitert ein MediaWiki um mehr als 50 Erweiterungen, vor allem in den Gebieten:
Bearbeitung
Ausgeliefert wird eine Version des MediaWiki VisualEditors, der im Unterschied zum Original zusätzliche Funktionen enthält, wie ein einfacheres Verfahren zum Upload von Dokumenten oder das Einfügen dynamischer Inhalte. Die Erstellung neuer Seiten wird durch Seitenvorlagen unterstützt.
Suche und Navigation
Anstelle der MediaWiki-Standardsuche beruht die Suchmaschine von BlueSpice auf Elasticsearch, was unter anderem das Durchsuchen von Metadaten ermöglicht. Ebenso unterscheiden sich die Benutzerführung und der Skin der Wikisoftware zum Teil erheblich vom klassischen MediaWiki.
Administration
Für die Verwaltung von Nutzern, Namensräumen, Gruppen, Rechten und anderen Einstellungen werden Administratoren Verwaltungsseiten mit einer grafischen Benutzeroberfläche zur Verfügung gestellt.
Die kommerziellen Versionen bündeln ca. 200 Erweiterungen und ergänzen die freie Version um Funktionen für Geschäftsprozesse, wie eine Workflowfunktion.

## Lizenzierung und Verbreitung
Alle Erweiterungen der BlueSpice Distributionen stehen unter Open-Source-Lizenzen. Die von Hallo Welt! geschriebenen Funktionen werden seit 2018 unter der Lizenz „GPLv3“ veröffentlicht.
Die freie Version wird als klassische Serverinstallation in einem Tarball oder als Docker-Image zum Download bereitgestellt, wobei BlueSpice free über die offizielle Dockerversion (mit mehr als 1 Million Pulls in drei Jahren) die weiteste Verbreitung hat.

## Versionen
| Name        | Version | Datum der Veröffentlichung | Erwähnenswerte Änderungen |
| ----------- | ------- | -------------------------- | --- |
| BlueSpice 1 | basic   | 17. November 2010          | |
| BlueSpice 1 | 1.0.1   | 7. September 2011          | |
| BlueSpice 1 | 1.1     | 15. März 2012              | Performance-Verbesserungen, Unterstützung von postgreSQL und Oracle Datenbanken |
| BlueSpice 1 | 1.20.0  | 21. Dezember 2012          | |
| BlueSpice 1 | 1.20.1  | 17. Januar 2013            | |
| BlueSpice 1 | 1.21.0  | 21. Juni 2013              | |
| BlueSpice 2 | 2.22.0  | 27. November 2013          | Vollkommen überarbeitete Oberfläche, überarbeiteter PermissionManager und UserManager, neues Internationalisierungs-Framework, FlexiSkin, Dashboards, Notifications-Erweiterung, StateBar (mit „ähnlichen Seiten“) |
| BlueSpice 2 | 2.22.1  | 13. Februar 2014           | |
| BlueSpice 2 | 2.22.2  | 8. Mai 2014                | |
| BlueSpice 2 | 2.23.0  | 9. Dezember 2014           | Integrierter Paket-Installer für MediaWiki und BlueSpice, Support von MobileFrontend, Überarbeitung der Oberfläche, Unterstützung von memcached Caching, Übersetzung in mehr als 40 Sprachen, überarbeitete Lokalisierung, Kontextmenüs |
| BlueSpice 2 | 2.23.1  | 25. Juni 2015              | |
| BlueSpice 2 | 2.23.2  | 30. November 2015          | Verbesserte Integration von Semantic MediaWiki und BlueSpice, Kompatibilität mit dem VisualEditor von MediaWiki |
| BlueSpice 2 | 2.23.3  | 31. Mai 2016               | |
| BlueSpice 2 | 2.27.0  | 9. November 2016           | Neue Funktionen: PageAssignments, Showtime, ReadConfirmation, u. a. m. Volle Kompatibilität mit MediaWiki 1.27. |
| BlueSpice 2 | 2.27.1  | 6. April 2017              | u. a. Erweiterte Dateiliste, Kategorie-Manager, Aufzeichnung von Begutachtungen, Begutachtungen mit semantischen Metadaten |
| BlueSpice 2 | 2.27.2  | 20. Juli 2017              | u. a. überarbeiteter Visual Editor, Assistent zum Einfügen von Vorlagen, Filtern aller Spezialseiten, überarbeiteter Permission Manager mit neuer Mouse-Over Funktion, täglich oder wöchentlich zusammengefasste Benachrichtigungen, Einfügen von Unterschriften und Integration und Visualisierung von dynamischen Karten. |
| BlueSpice 2 | 2.27.3  | 18. April 2018             | Patch-Release |
| BlueSpice 3 | 3.0     | 17. Oktober 2018           | Major Release: Erweiterung um neue Aktivitäts-, Kommunikations- und Interaktionsfunktionen (Timeline), Umstellung der Suchmaschine auf ElasticSearch, Einführung eines voll-responsiven Skins „Calumma“ zur Unterstützung mobiler View- und Touch-Interaktionen, Einführung von „Grafical List“ als neues Oberflächenelement zur Verbesserung der Benutzerfreundlichkeit, Umstellung auf den MediaWiki VisualEditor, Einführung rollenbasierter Berechtigungen zur Vereinfachung der Rechtekonfiguration, Überarbeitung des Authentifizierungsstacks (LDAP und SAML). |
| BlueSpice 3 | 3.1     | 19. September 2019         | Minor Release: Überarbeitete Titelleiste und Navigation (Unterseiten, Diskussionsseiten, Kategorien, Überarbeitungsstatus), UX-Verbesserungen, Vollbildmodus, Verbessertes Scoring der Suche, Erweiterte Tabellenformatierung und Schriftfarben, Verbessertes Einbinden von Dokumenten, Unterstützung des NGINX-Webservers, Performanceverbesserungen, Verbesserte Screenreaderunterstützung, Auslieferung von Semantic MediaWiki 3.0, Veröffentlichung der BlueSpice-Repositories, Öffentliches Docker-Image für BlueSpice free.                                     |
| BlueSpice 3 | 3.2     | 16. März 2021              | Minor Release. |
| BlueSpice 4 | 4.1     | 19. Januar 2022            | Kombiniertes Major- und Minorrelease: Neuer Standard-Skin „Discovery“, neue FlexiSkin-Funktion, neue Workflow-Funktion, Tasks, BPMN-Diagramme, Zwei-Faktor-Authentifizierung, erweiterte Anbindungsmöglichkeiten, Unterstützung des Imports strukturierter Daten. |
| BlueSpice 4 | 4.2     | 28. Juli 2022              | Minor Release: Word-Import (BlueSpice pro); Datei-Anhänge über Tag einbinden; Verbesserte Hochlade-Funktion für Dateien; Neuer Dialog für den PDF-Export; Workflow-Trigger zum automatischen Starten von Workflows; Tag-Inspektoren; Editor für Navigationsmenüs. |
| BlueSpice 4 | 4.3     | 29. Juni 2023              | Minor Release: Content Droplets, erweiterter Menü Editor, Startseitenvorlagen, Seiteninhaltselemente filtern, PDF-Vorschau auf einer Wikiseite einbinden und weitere Verbesserungen. |
| BlueSpice 4 | 4.4     | 11. Dezember 2023          | Minor Release: OpenSearch, Mentions & Tasks, neue Content Droplets und mehr. |